# Wiesel-Kommission
Wiesel-Kommission ist der gebräuchliche Name für die Internationale Kommission zur Erforschung des Holocaust in Rumänien, welche von dem damaligen rumänischen Staatspräsidenten Ion Iliescu im Oktober 2003 gegründet wurde.
Sie übernahm die Aufgabe, auf der Grundlage neuester historischer Erkenntnisse einen Bericht über den Holocaust in Rumänien zu erstellen und spezifische Empfehlungen zur Öffentlichkeitsarbeit in diesem Sektor auszuarbeiten. Die von dem Friedensnobelpreisträger Elie Wiesel geleitete Kommission legte ihren Abschlussbericht Ende 2004 vor. Die rumänische Regierung erkannte die Ergebnisse des Abschlussberichtes an und räumte ein, dass sich Rumänien unter dem Regime von Ion Antonescu vorsätzlich an dem Holocaust während des Zweiten Weltkrieges beteiligt hat. Der Bericht kommt zu dem Ergebnis, dass unter der Verantwortung und als Ergebnis der vorsätzlichen Politik der rumänischen Militär- und Zivilbehörden 280.000 bis 300.000 Juden ermordet wurden oder zu Tode gekommen sind. Über 11.000 Roma sind ebenfalls getötet worden. Der Bericht der Wiesel-Kommission dokumentiert u. a. auch den weitverbreiteten Antisemitismus in Rumänien vor dem Zweiten Weltkrieg, einer Zeit, als die jüdische Bevölkerung Rumäniens zu den zahlreichsten in Europa zählte. Zu den Mitgliedern der 29-köpfigen Kommission zählten der Rabbiner Menachem Hacohen, der Diplomat Meir Rosenne, die israelische Abgeordnete Colette Avital und der Historiker Jean Ancel.
Der Bericht wurde als Meilenstein auf dem Weg zur Aufarbeitung des Holocaust in Rumänien betrachtet, denn die Wahrheit über den Holocaust wurde in Rumänien während der kommunistischen Periode unterdrückt, und nur wenige Rumänen waren sich darüber bewusst, in welchem Umfang Ion Antonescu und viele andere in Militär, Regierung und Gesellschaft an dem Holocaust mitgewirkt haben. Tatsächlich wurde die Wiesel-Kommission erst gegründet, nachdem im Juli 2003 der rumänische Präsident Ion Iliescu und der damalige rumänische Kulturminister in ihren Erklärungen den Holocaust bagatellisiert hatten und damit den offiziellen Glauben nährten, dass der Holocaust in Rumänien nicht stattgefunden habe. Iliescu gründete die Wiesel-Kommission nach dem internationalen Aufschrei über diese Geschichtsfälschung.
2004 beging Rumänien seinen ersten Nationalen Holocaust-Gedenktag, der – auf Beschluss des Parlaments – alljährlich am oder um den 9. Oktober stattfindet. Dieses besondere Datum erinnert an die 1941 stattgefundenen Deportationen rumänischer Juden in die Ghettos und Zwangsarbeiterlager. Die Schaffung des Gedenktages war nur eine der Empfehlungen des Abschlussberichtes der Wiesel-Kommission. Weitere Empfehlungen bezogen sich auf die Gründung eines Institutes zur Erforschung des Holocaust in Rumänien (erfolgte 2005), die ausdrückliche Aufnahme der Geschichte des Holocaust in die Lehrpläne öffentlicher Schulen und den Bau eines Nationaldenkmals für die rumänischen Opfer des Holocaust. Alle diese Empfehlungen werden zurzeit von der rumänischen Regierung umgesetzt. Seit 2006 sind die Studien des Holocaust Bestandteil der Lehrpläne der zehnten Klassen an Gymnasien, und die Entwürfe für eine nationale Gedenkstätte für die rumänischen Opfer des Holocaust sind fertiggestellt worden. Am 9. Oktober 2006 (dem Nationalen Holocaust-Gedenktag in Rumänien) erfolgte die Grundsteinlegung für diese Gedenkstätte durch den rumänischen Staatspräsidenten Traian Băsescu.